# В умовах неочевидності
«В умовах неочевидності» («Ашкарсызлык шераитинде») — радянський детективний художній фільм 1986 року, знятий режисером Фархадом Юсуфовим на кіностудії «Азербайджанфільм».

## Сюжет
Щоб приховати великі розкрадання на домобудівному комбінаті, свідком яких став керуючий міським будівельним трестом чесний та непідкупний Салахов, його вбили у власній квартирі, інсценувавши самогубство. Але інспектор карного розшуку Алекперов та слідчий прокуратури Мамедов знайшли вбивць та виявили учасників пограбування.

## У ролях
- Чингіз Шаріфов — Мамедов
- Фарман Абдуллаєв — головна роль
- Наїль Амієв — головна роль
- Фаїк Суджаддінов — головна роль
- В'ячеслав Гасанов — головна роль
- Херардо Контрерас — роль другого плану
- Діляра Юсуфова — роль другого плану
- Рафік Рагімов — роль другого плану
- Баядур Мехтієв — роль другого плану
- Ахад Аскеров — роль другого плану
- Логман Керімов — роль другого плану
- Ровшан Алієв — прокурор
- Мабут Магеррамов — роль другого плану
- Олена Манасян — роль другого плану
- Наталія Тагієва — роль другого плану
- Ельбрус Вагідов — роль другого плану
- Дінара Юсіфова — дочка Салахова

## Знімальна група
- Режисер — Фархад Юсуфов
- Сценарист — Раміз Фаталієв
- Оператор — Юхим Резников
- Художник — Фікрет Багіров